# سد بش
سد بش (به عربی: سد وادی بَیْش) یک سد وزنی در عربستان سعودی است که در Baysh, Jizan Region واقع شده‌است.